# 2ЕС6
2ЕС6 «Сінара» - вантажний двосекційний восьмивісний магістральний електровоз постійного струму з колекторними тяговими двигунами. Електровоз випускається в місті Верхня Пишма Уральським заводом залізничного машинобудування, що входять до ЗАТ «Група Сінара», з 2006 року..

## Історія створення і випуску
Дослідний зразок електровоза (2ЕС6-001) був випущений в листопаді 2006 року.
Після налагоджувальних випробувань на заводі електровоз був направлений для сертифікаційних випробувань на випробувальне кільце ВНДІЗТ в Щербинку. Наприкінці липня 2007 року був підписаний контракт на поставку електровозів для потреб РЖД в 2008 і 2009 році. Згідно з умовами контракту за 2008 рік має бути поставлено 8 електровозів (фактично поставлено 10), за 2009 - 16. До грудня 2007 року електровоз 2ЕС6-001 мав пробіг 5000 км, були завершені випробування по впливу на колію. Також проводилися тягово-енергетичні та гальмівні випробування електровоза. Побудований в 2007 році 2ЕС6-002 в 2007 році проходив дослідну експлуатацію на Свердловській залізниці, на лінії Єкатеринбург - Войнівка, до грудня мав пробіг 3400 км .
15 жовтня 2008 року було оголошено, що запущена перша черга виробничого комплексу з випуску електровозів. До того моменту вже був випущений електровоз 2ЕС6-003. На 2009 рік був намічений випуск 40 електровозів.
Планується, що випуск електровоза буде припинений через кілька років, а на його основі (в основному будуть використані кузов і видозмінена екіпажна частина) буде налагоджено випуск електровоза з асинхронними тяговими електродвигунами (2ЕС10), створеного спільно з концерном Siemens. Станом на листопад 2017 р. випущено 725 одиниць.

## Експлуатація
Перші електровози РЖД поставляли для експлуатації на Свердловську залізницю в депо Свердловськ-Сортувальний, в 2010 році локомотиви стали працювати на Південно-Уральській  і Західно-Сибірській залізницях.